# Khushwant Singh
Khushwant Singh (narozen jako Khushal Singh, 2. února 1915 – 20. března 2014) byl indický spisovatel, právník, diplomat, novinář a politik. Jeho zážitky z roku 1947, kdy došlo k rozdělení Britské Indie na Indii a Pákistán, ho inspirovaly k napsání románu Train to Pakistan (česky Vlak do Pákistánu), který se stal jeho nejznámějším dílem a byl později zfilmován. Tento román patří mezi klasická díla moderní indické literatury.
Narodil se v Paňdžábu, vzdělání získal v Novém Díllí a studoval právo na St. Stephen's College a King's College London. Poté, co osm let pracoval jako právník, vstoupil do Indian Foreign Service, v roce 1951 byl jmenován do All India Radio, od roku 1956 pracoval pro UNESCO. Během sedmdesátých a osmdesátých let působil jako redaktor několika literárních a zpravodajských časopisů a dvou novin. V letech 1980–1986 byl členem Sněmovny států.

## Osobní život a kariéra
Narodil se v Paňdžábu v sikhské rodině. Jeho otec Sir Sobha Singh byl významný stavitel, jeho strýc Ujjal Singh byl mezi lety 1965–1966 guvernérem Paňdžábu. V roce 1920 nastoupil na Delhi Modern School a studoval zde do roku 1930. Zde také potkal svoji budoucí manželku Kawal Malik. Ve studiu pokračoval na Government College v Lahore, St. Stephen's College v Novém Díllí a na King's College London.
V roce 1939 začal pracovat jako právník pro Lahore Court, v roce 1947 vstoupil do Indian Foreign Service. V roce 1951 se přidal do All India Radio. Mezi lety 1954–1956 pracoval pro UNESCO v Paříži. Od roku 1956 se věnoval nakladatelské činnosti. Založil deník Yojana, anglicky psaný týdeník The Illustrated Weekly of India, noviny The National Herald a Hindustan Times. Během jeho působení se náklad The Illustrated Weekly of India vyšplhal až ke 400 000 výtiskům a po jeho odchodu z redakce v roce 1978 došlo k velkému úbytku čtenářů. Na počest byl v roce 2016 zapsán do Limca Book of Records, indické knihy rekordů podobné Guinnessově knize rekordů.
Od roku 1980 od 1986 byl členem Sněmovny států, horní komory indického parlamentu. V roce 1974 mu bylo uděleno ocenění Padma bhúšan (třetí nejvyšší indické státní vyznamenání), které v roce 1984 vrátil na protest proti Operaci modrá hvězda. V roce 2007 získal ocenění Padma Vibhushan (druhé nejvyšší).
Jeho manželkou byla Kawal Malik, kamarádka z dětství, která se odstěhovala do Londýna a později se znovu setkali, když studoval na King's College London. Měli syna a dceru.
Khushwant Singh zemřel v 99 letech 20. března 2014 ve svém sídle v Novém Díllí.

## Dílo (výběr)

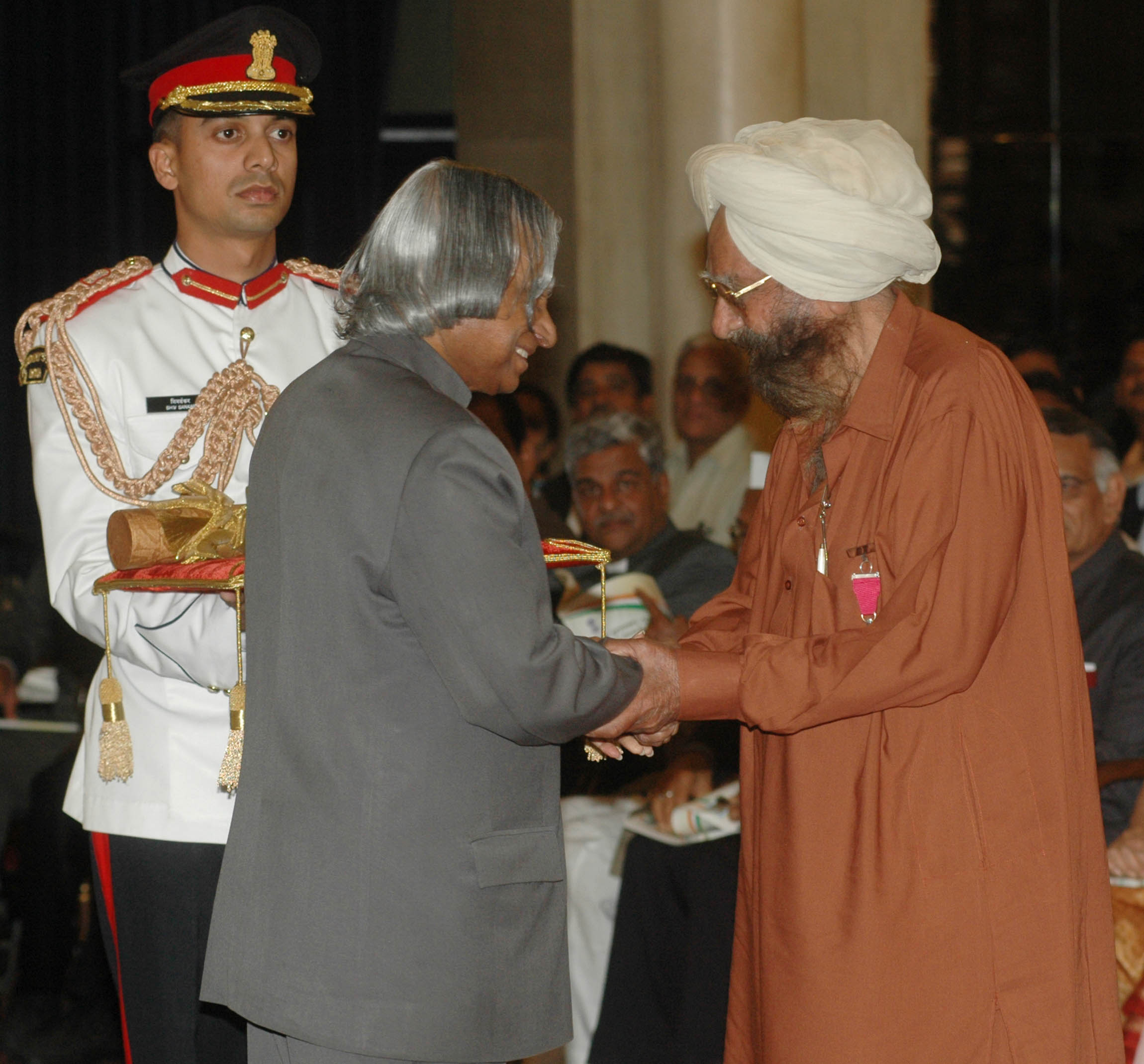
Indický prezident Abdul Kalám předává Khushwantu Singhovi vyznamenání Padma Vibhushan, 23. března 2007

### Knihy
- The Mark of Vishnu and Other Stories, 1950
- The History of Sikhs, 1953
- Train to Pakistan, 1956 (zfilmováno 1998[3])
- The Voice of God and Other Stories, 1957
- The Company of Women, 1999
- Truth, Love and a Little Malice (autobiografie), 2002
- With Malice towards One and All

Povídky
- The Portrait of a Lady
- The Strain
- Success Mantra
- A Love Affair In London
- ना काहू से दोस्‍ती ना काहू से बैर